# 충주 박씨 내외자손보
충주박씨내외자손보(忠州朴氏內外子孫譜)는 대전광역시 중구 한국족보박물관에 있는 조선시대의 족보이다. 2012년 1월 9일 대전광역시의 유형문화재 제46호로 지정되었다.

## 개요
17세기에 편간된 족보이지만, 조선 초의 양식을 보여주는 자료로 가치가 있으며, 동시대에 간인된 족보와 비교해 수록인물의 전기사항이 비교적 자세하고, 내용이 신빙성 또한 높다. 조선시대 족보학 및 사회사 연구 자료로서 가치가 높다.

## 참고 자료
- 충주박씨내외자손보 - 국가유산청 국가유산포털